# Argent sale (Angel)
Pour les articles homonymes, voir Blood Money et Argent sale.
Argent sale est le 12e épisode de la saison 2 de la série télévisée Angel. Dans cet épisode, Angel rencontre une jeune femme qui dirige un foyer pour de jeunes sans-abris. Ce foyer a des liens avec Wolfram & Hart.

## Synopsis
Angel rencontre une jeune femme dans la rue, Anne, qui s'occupe d'un foyer de jeunes. La rencontre n'est pas fortuite : Angel a demandé au démon Merl de l'espionner car elle a des liens avec Lindsey McDonald. Le cabinet Wolfram & Hart veut en effet organiser une soirée de charité pour son foyer, mais Angel essaye de la persuader qu'ils veulent la voler, lui disant qu'il possède des preuves, ce qui inquiète Lindsey et Lilah Morgan. Peu après, un démon du nom de Boone fait irruption chez Merl pour découvrir les projets d'Angel, puis dans le bureau de Lindsey et Lilah. Il leur propose de tuer Angel, ayant un combat en cours avec lui depuis les années 1920. Ils l'engagent sans le dire à leur hiérarchie, celle-ci voulant garder Angel vivant. 
Angel finit par persuader Anne de l'aider et, pendant la soirée, il fait irruption et se bat contre Boone, ce qui permet de détourner l'attention pour que la jeune femme puisse diffuser la cassette de preuves. Lilah et Lindsey tentent de l'arrêter et découvrent, trop tard, que Boone est allié avec Angel, que la cassette est fausse, et que toute cette mise en scène a permis à Boone de voler l'argent de la soirée. De retour à l'hôtel, Angel et Boone finissent leur combat, l'argent devant revenir au vainqueur. Victorieux, Angel va donner l'argent intégralement à Anne.
Dans les locaux de Wolfram & Hart, Lindsey et Lilah sont rabroués par leur supérieur pour avoir engagé un démon illégalement et perdu deux millions de dollars. Ils apprennent enfin que la direction veut garder Angel vivant car il doit jouer un grand rôle dans l'apocalypse.
De leur côté, Cordelia, Wesley et Gunn, après avoir tué un énorme démon cracheur de feu, entreprennent des démarches pour monter leur propre agence de détectives.